# Антигелий (вещество)
Антиге́лий — антивещество, аналогичное гелию, с заменой всех элементарных частиц на античастицы. Иными словами, атом антигелия содержит в своём ядре два антипротона, его ядро имеет зарядовое число Z = −2. Поскольку существует два стабильных изотопа обычного гелия, различающихся числом нейтронов (гелий-3 и гелий-4), то должны существовать два стабильных изотопа антигелия, различающиеся количеством антинейтронов: антигелий-3 (3He, содержит один антинейтрон и два антипротона) и антигелий-4 (4He, содержит два антинейтрона и два антипротона). Нейтральный атом антигелия должен содержать также два позитрона, составляющих оболочку атома, однако в экспериментах создание неионизированного антиатома требует торможения антиядра, образующегося в высокоэнергетических ядерных реакциях, до низкой кинетической энергии и добавления к нему позитронов, что технически крайне сложно. Поэтому экспериментально наблюдались лишь полностью ионизированные атомы, то есть «голые» ядра антигелия.

## Экспериментальное обнаружение
Экспериментальное наблюдение ядра антигелия в земных условиях сильно затруднено его мгновенной аннигиляцией при взаимодействии с обычным веществом. До сих пор все наблюдения производились только на ускорителях высоких энергий по трекам продуктов ядерных реакций, причём вероятность образования антиядра при прочих равных условиях уменьшается примерно в тысячу раз на каждый дополнительный антинуклон в его составе. Однако в принципе не исключено обнаружение антигелия и космического происхождения. 
Ядро антигелия-3 впервые наблюдалось в 1970 году группой Ю. Д. Прокошкина на протонном синхротроне У-70 в ИФВЭ. Протоны с энергией 70 ГэВ бомбардировали алюминиевую мишень. Использовалась идентификация образовавшихся частиц по заряду и скорости. Из 2,4·1011 прошедших через установку частиц удалось выделить пять ядер антигелия-3, что соответствует сечению образования гелия-3 на ядре алюминия 2,0·10−35 см2/ср·ГэВ/c. Открытие антигелия было внесено в Государственный реестр открытий СССР под № 104 с приоритетом от 28 января 1970 г.
Ядро антигелия-4 был впервые зарегистрировано в 2010 году (результаты опубликованы в 2011) на ионном коллайдере RHIC. В столкновениях пучков ионов золота с энергией 200 ГэВ в системе центра масс детектором STAR были зафиксированы около 109 событий взаимодействия ядер. В 18 событиях наблюдалось рождение антигелия-4.